# 髙巖
髙 巖（たか いわお、1956年3月10日 - ）は日本の経営学者及び経済学者。麗澤大学企業倫理研究センター長、経済学部長を歴任。現在、麗澤大学経済学部経営学科教授、内閣府消費者委員会委員長。

## 人物・経歴
大分県出身。麗澤大学外国語学部イギリス語学科卒業。早稲田大学大学院商学研究科博士修了。ペンシルベニア大学客員研究員。商学博士。「高宮賞」（組織学会）受賞。「SCCE国際企業倫理コンプライアンス賞」受賞。日本の企業倫理の確立に大きく貢献した。平成29年度消費者支援功労者表彰（内閣総理大臣表彰）。2015年三菱地所監査役。2016年三菱地所取締役。2017年内閣府消費者委員会委員長。

## 著書

### 単著
- 『「誠実さ(インテグリティ)」を貫く経営』（日本経済新聞社）
- 『コンプライアンスの知識』（日経文庫）
- 『CSR―企業価値をどう高めるか』（日本経済新聞社）
- 『H.A.サイモン研究―認知科学的意思決定論の構築』（文眞堂）

### 編著
- 『企業の社会的責任―求められる新たな経営観』（日本企画協会）
- 『ビジネスエシックス』（文眞堂）

## 主な役職
- ペンシルベニア大学ウォートン・スクール客員研究員(1991年-1994年)
- 日本ハム企業倫理委員会委員長(2002年-2004年)
- 三菱地所株式会社コンプライアンス特別委員会委員長(2005年)
- CSR作業部会主査
- 企業倫理研究センター長
- 三井住友海上火災株式会社社外取締役
- 明治大学 特任教授